# Maxwell Simpson
Maxwell Simpson (* 15. März 1815 in Beech Hill, County Armagh; † 26. Februar 1902 in London) war ein irischer Chemiker.

## Leben
Simpson studierte zunächst ab 1832 Medizin an der Universität Dublin (Trinity College) mit dem Abschluss 1837 und wandte sich, nachdem er in Paris Vorlesungen von Jean-Baptiste Dumas hörte, dem Chemiestudium am University College London zu. 1845 war er wieder in Dublin, erwarb 1847 seinen Bachelor in Medizin (BM) und wurde Chemieprofessor an der Park Street Medical School in Dublin. 1851 bis 1853 studierte er in Deutschland bei Hermann Kolbe in Marburg und Robert Bunsen in Heidelberg. 1856 legte er seine Professur in Dublin nieder und ging zu Charles Adolphe Wurtz nach Paris. 1859 machte er sich mit einem chemischen Labor in Dublin selbständig, ging 1867 wieder zu Wurtz nach Paris und ging danach nach London, wo er als Prüfer arbeitete. 1872 bis zu seiner Emeritierung 1891 war er Professor am Queen’s College in Cork.
Er schuf sich einen Namen durch eine gegenüber Justus von Liebig und Jean-Baptiste Dumas verbesserte Stickstoffbestimmung in organischen Verbindungen (1854), die zu einer Standardmethode wurde. In einer Reihe von Arbeiten gelangen ihm Strukturaufklärungen bei Zuckeralkoholen und er ist für organische Synthesen bekannt, wie der von mehrbasigen Säuren aus Cyaniden. Er befasste sich mit Halogenverbindungen von Alkanen und zeigte 1856, das Glycerin ein dreiwertiger Alkohol einer C3-Verbindung (und nicht wie damals angenommen einer C2-Verbindung) war.
1862 wurde er Fellow der Royal Society.